# Institut supérieur de gestion
Institut supérieur de gestion (ISG) är en fransk utbildningsinstitution på universitetsnivå ursprungligen grundad i Paris 1967 av Pierre-Alexandre Dumas, Jack Forget, Philippe Blime, Bertrand Bruhle, Rémy Charpentier och Pierre Lemonnier. Skolan har numera sin huvudsakliga verksamhet i Paris.
Skolan är medlem i IONIS Education Group.

## Berömd alumn
- François Baroin, fransk politiker[3][4].